# Bridouxia leucoraphe
Bridouxia leucoraphe es una especie de molusco gasterópodo de la familia Thiaridae en el orden de los Mesogastropoda.

## Distribución geográfica
Se encuentra en Burundi República Democrática del Congo Tanzania y Zambia.

## Hábitat
Su hábitat natural es: lagos de agua dulce.